# Tiristor

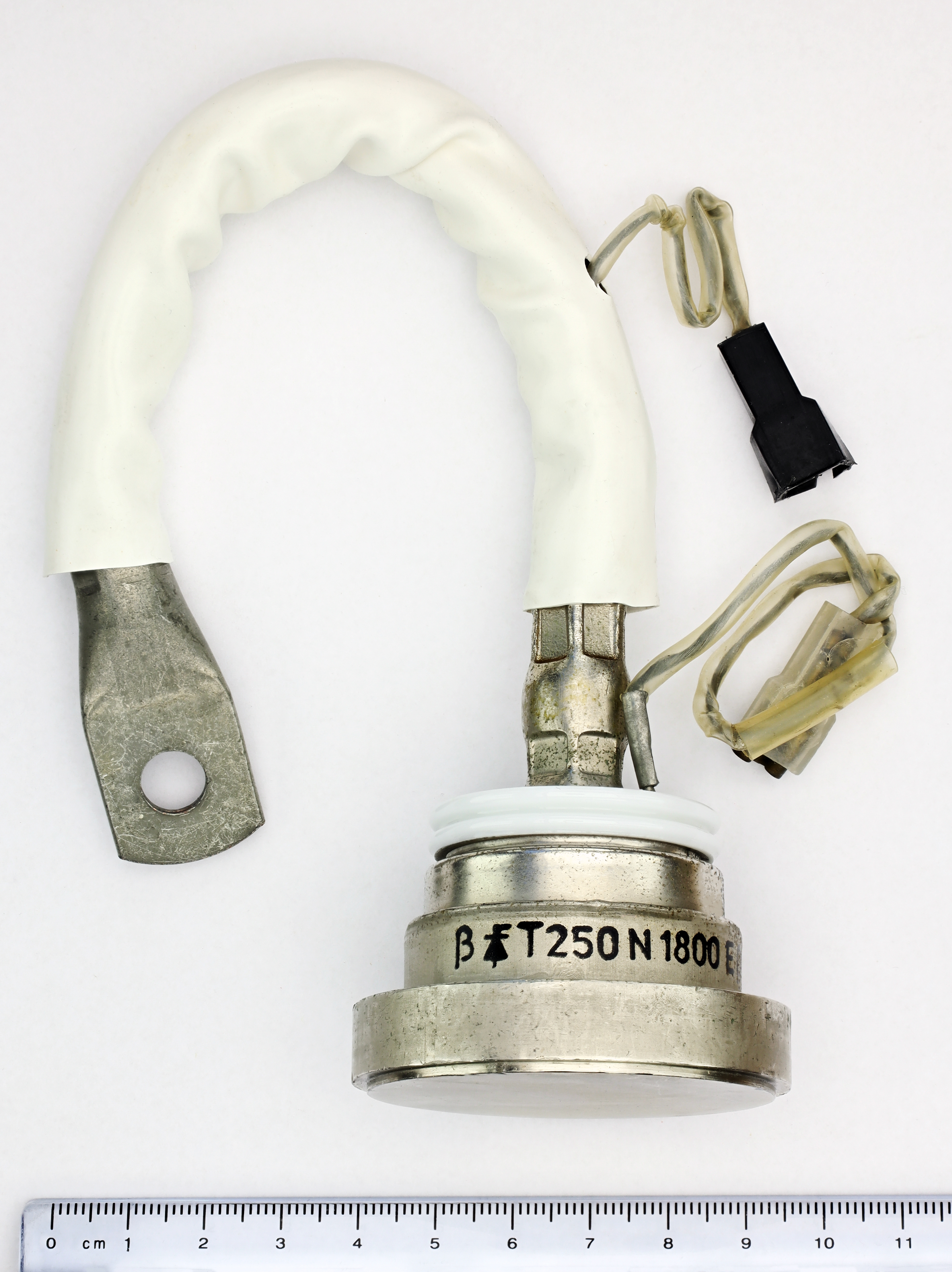
Tiristor 250A, 1800 V, fabricat la IPRS Băneasa, România,1980s

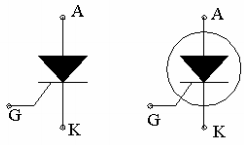
Simboluri ale tiristorului utilizate în schemele electronice

## Introducere
Tiristorul este un dispozitiv semiconductor cu patru straturi, cu trei terminale, fiecare strat constând din materiale semiconductoare alternative ca dopare, fie de exemplu un semiconductor Tip N urmat de un semiconductor Tip P, într-o structură PNPN.
Terminalele principale, etichetate anod și catod, sunt depuse ca suprafață peste toate cele patru straturi. Terminalul de control, numit poartă, este atașat la materialul de tip p de lângă catod. (Există și o variantă numită SCS - comutator controlat de siliciu - care are toate cele patru straturi conectate la terminale). Funcționarea unui tiristor poate fi înțeleasă prin analogie cu o pereche de tranzistori cu joncțiuni bipolare strâns cuplate, aranjate astfel încât la aplicare unui impus la intrare acesta să se poată auto mențină deschis:

Structură la nivel fizic și electronic și simbolul tiristor

Tiristoarele în funcționare au trei stări:
- 1. Modul de blocare inversă – Tensiunea este aplicată în direcția care ar fi blocată de o diodă.

- 2. Modul de blocare directă – Tensiunea este aplicată în direcția în care o diodă ar determina conducția, dar tiristorul nu a fost declanșat în conducție.

- 3. In conducție cu polarizare directă – Este situația când tiristorul a fost declanșat pentru a intra în conducție și va rămâne deschis până când curentul direct scade sub o valoare de prag cunoscută sub numele de „curent de menținere”.

### Funcția terminalului de poartă
Tiristorul are trei joncțiuni p-n în serie (o să le numim începând de la anod către catod: J1, J2, J3 ).

Diagrama cu cele patru straturi ale tiristorului

Când anodul este la un potențial pozitiv, fie acesta notat  VAK în raport cu catodul fără o tensiune aplicată la poartă, joncțiunile J1 și J3 sunt polarizate direct, în timp ce joncțiunea J2 este polarizată invers. Deoarece J2 este polarizată invers, nu există curenți prin tiristor (tiristorul este în starea blocată, de „OFF”). Acum, dacă tensiunea VAK crește peste valoarea tensiunii de străpungere, fie aceasta notată cu VBO, a tiristorului, un curent de avalanșă la străpungere are loc prin joncțiunea J2  și tiristorul începe să conducă (trece acum în starea deschis, ON).
O situație particulara va fi dacă se aplică un potențial pozitiv, fie acesta notat cu VG, la terminalul porții în raport cu catodul, atunci străpungerea joncțiunii J2 are loc la o valoare mai mică de VAK. În acest mod, selectând o valoare adecvată pentru tensiunea VG, tiristorul poate fi comutat rapid în starea de pornire.
Odată ce a avut loc declanșarea curentului avalanșă prin străpungerea joncțiunii J2, tiristorul va continua să conducă, indiferent de tensiunea aplicată porții, până când trece prin una din situațiile:
- (a) potențialul VAK este îndepărtat

sau
- (b) curentul prin dispozitiv (anod-catod) devine mai mic decât curentul de menținere specificat de producător.

Prin urmare, pentru a face ca tiristorul să intre în conducție putem aplica pe poartă un impuls de tensiune VG, cum ar fi tensiunea de ieșire de la un oscilator de relaxare.
Impulsurile de poartă necesare pentru deschidere sunt caracterizate prin tensiunea de declanșare a porții (VGT) și curentul de declanșare al porții (IGT). 
Curentul de declanșare al porții variază invers cu lățimea impulsului de tensiune aplicat pe poartă, astfel încât este evident că există o sarcină electrică minimă necesară pentru încărcarea circuitului de poartă pentru a declanșa tiristorul. Dacă o să aplicăm un impuls de tensiune mai scurt este necesar un curent mai mare, iar dacă impulsul este mai lung, atunci curentul necesar va fi mai mic. 

### Caracteristicile de comutare

V – caracteristici I.

Într-un tiristor convențional, odată ce a fost pornit de către terminalul de poartă, dispozitivul rămâne blocat în starea de pornire (adică nu are nevoie de o alimentare continuă cu un curent de poartă pentru a rămâne în starea de pornire), cu condiția ca și curentul anodului să depășească curentul minim de agățare (notat cu latch IL). Atâta timp cât anodul rămâne polarizat pozitiv, acesta nu poate fi oprit decât dacă curentul scade sub curentul de menținere (notat cu hold IH). În condiții normale de lucru, curentul de agățare este întotdeauna mai mare decât curentul de menținere. În figura de mai sus, curentul IL trebuie să fie deasupra valorii curentului IHpe axa y, deoarece IL > > IH.
Un tiristor poate fi oprit dacă circuitul extern determină polarizarea negativă a anodului (o metodă cunoscută sub numele de comutație naturală sau de linie). În unele aplicații acest lucru se realizează prin comutarea unui al doilea tiristor pentru a descărca un condensator în anodul primului tiristor. Această metodă se numește comutare forțată.
Odată ce curentul prin tiristor scade sub curentul de menținere, trebuie să existe o întârziere înainte ca anodul să poată fi polarizat pozitiv și să mențină tiristorul în starea oprită. Această întârziere minimă se numește timp de oprire comutată a circuitului (notat cu tQ). Încercarea de polarizare pozitivă a anodului în acest interval de timp face ca tiristorul să fie autodeclanșat de purtătorii de sarcină rămași (găurile și electronii) care nu s-au recombinat încă.
Pentru aplicațiile cu frecvențe mai mari decât frecvența rețelei de alimentare în curent alternativ (de exemplu, 50 Hz sau 60 Hz), sunt necesare tiristoare cu valori mai mici de tQ. Astfel de tiristoare rapide pot fi realizate prin difuzarea de ioni ale metalelor grele, cum ar fi Au sau Pt care acționează ca centre de combinație de sarcină în siliciu. Astăzi tiristoarele rapide sunt fabricate de obicei prin iradierea cu electroni sau protoni a siliciului sau prin implantare ionică. Iradierea este mai versatilă decât dopajul cu metale grele, deoarece permite ajustarea dozei în trepte fine, chiar și într-o etapă destul de târzie a procesării siliciului. 

## Istorie
Redresorul controlat cu siliciu (silicon controlled rectifier SCR) sau tiristorul, a fost propus inițial de către William Shockley în 1950 și a fost susținut de Moll și alții cercetători de la Bell Labs, iar ulterior a fost dezvoltat practic de către inginerii de la General Electric (GE) în 1956. IEEE (Institute of Electrical and Electronics Engineers) a recunoscut valoarea invenției prin plasarea unei plăcuțe pe cladirea din Clyde, NY, locul unde a fost descoperită invenția, declarând-o un reper istoric important.

### Etimologie
Anterior inventarii tiristorului, un tub umplut cu gaz, numit thyratron, a fost utilizat similar pentru posibilitatea de comutare electronică, în care o tensiune de control mică putea comuta un curent mare. Din această combinație de „thyratron” și „tranzistor” a fost derivat termenul de tiristor.

## Utilizarea tiristoarelor
Tiristoarele sunt utilizate în principal acolo unde sunt implicați curenți și tensiuni mari și sunt adesea folosite pentru a controla curenții alternativi, unde schimbarea polarității curentului determină oprirea automată a dispozitivului, denumită funcționare cu „trecere prin zero”. Se poate spune că dispozitivul funcționează sincron, deoarece odată ce dispozitivul este declanșat, acesta conduce curentul în fază cu tensiunea aplicată peste joncțiunea dintre catod și anod, fără a fi necesară o modulare suplimentară a porții, adică dispozitivul este polarizat complet. Acest lucru nu trebuie confundat cu funcționarea asimetrică, deoarece ieșirea este unidirecțională, curgând numai de la catod la anod și, prin urmare, este de natură asimetrică.
Tiristoarele pot fi folosite ca elemente de control pentru controlerele declanșate cu unghiul de fază, cunoscute și sub denumirea de controlere cu declanșare de fază.
Ele pot fi găsite și în sursele de alimentare pentru circuite digitale, unde sunt folosite ca un fel de „întrerupător de circuit îmbunătățit” pentru a preveni o defecțiune a sursei de alimentare din cauza deteriorării componentelor din aval. Un tiristor este utilizat împreună cu o diodă Zener atașată la poarta sa și, dacă tensiunea de ieșire a sursei crește peste tensiunea Zener, tiristorul va conduce și scurtcircuita ieșirea sursei de alimentare la masă (în general, declanșând, de asemenea, un întrerupător sau o siguranță). Acest tip de circuit de protecție este cunoscut sub numele de crowbar și are avantajul față de un întrerupător sau siguranță standard prin faptul că se creează o cale de rezistență mică către masă pentru tensiunea de alimentare dăunătoare și pentru a descărca energia stocată în sistemul alimentat.
Prima aplicare pe scară largă a tiristoarelor a fost împreună cu un diac de declanșare în produsele de larg consum legate de sursele tip variatoare de lumină, iar în televiziune, filme și teatru, au înlocuit tehnologii inferioare, cum ar fi autotransformatoarele și reostatele. Ele au fost, de asemenea, utilizate în fotografie ca o parte critică a blițurilor (stroboscopice). 

## Circuite Snubber
Tiristoarele pot fi declanșate accidental de o variație foarte rapidă de creștere a tensiunii la borne, chiar dacă acestea sunt în starea oprită. Acest lucru se poate preveni prin conectarea unui circuit rezistență-condensator (RC) între anod și catod, pentru a limita variația dV/dt (adică, viteza de variație a tensiunii în timp). Aceste circuite care absorb energie sunt denumite circuite snubber, și sunt utilizate pentru a suprima vârfurile de tensiune cauzate de autoinducția bobinelor din circuit atunci când se deschide sau închide un comutator, electric sau mecanic. Cel mai obișnuit circuit de amortizare este un condensator și un rezistor conectate în serie peste comutator (tranzistor). 

### Comparații cu alte dispozitive
Dezavantajul funcțional al unui tiristor este că, similar unei diode, poate conduce doar într-o singură direcție curentul. Un dispozitiv similar, dar cu 5 straturi cu autoblocare, numit TRIAC, este capabil să funcționeze în ambele direcții. Această capacitate adăugată, totuși, poate deveni și un deficit. Deoarece TRIAC-ul poate conduce în ambele direcții, sarcinile reactive pot face ca acesta să nu se oprească în timpul momentelor de trecere prin zero a tensiuni alternative de alimentare. Din acest motiv, utilizarea TRIAC-urilor cu (de exemplu) sarcini puternic inductive ale unui motor necesită, de obicei, utilizarea unui circuit „snubber” în jurul TRIAC-ului pentru a ne asigura că se va opri la fiecare jumătate de ciclu de alimentare de la rețea. 
Tiristoarele conectate cate două invers în paralel pot fi, de asemenea, utilizate în locul triacului; deoarece fiecare tiristor dintr-o pereche are aplicat un întreg ciclu dintr-o jumătate de polaritate inversă, tiristoarele, spre deosebire de TRIAC-uri, cu siguranță se vor opri. „Prețul” care trebuie plătit pentru acest aranjament este totuși complexitatea adăugată pentru două circuite separate, dar în esență identice.
O problemă majoră asociată cu tiristoare este că nu sunt „comutatoare” complet controlabile.Tiristorul cu stingere pe poartă, Gate Turn-Off thyristor GTO și Integrated Gate-Commutated Thyristor IGCT sunt două dispozitive similare tiristorului, dar care rezolvă această problemă. În aplicațiile de înaltă frecvență, tiristoarele sunt candidați slabi, din cauza timpilor lungi de comutare, care decurg din conducerea bipolară. MOSFET-urile, pe de altă parte, au o capacitate de comutare mult mai rapidă datorită conducției lor unipolare (aici numai purtătorii majoritari transportă curentul).<ref name="DCE  /1">